# Préfailles
Préfailles är en kommun i departementet Loire-Atlantique i regionen Pays de la Loire i nordvästra Frankrike. Kommunen ligger i kantonen Pornic som tillhör arrondissementet Saint-Nazaire. År 2022 hade Préfailles 1 246 invånare.

## Befolkningsutveckling
Antalet invånare i kommunen Préfailles
| Referens: INSEE |